# Parque nacional natural Amacayacu
El parque nacional natural Amacayacu ( PNN Amacayacu) es una de las 56 áreas protegidas del sistema de Parques Nacionales Naturales de Colombia cerca del río Amazonas, en el llamado "trapecio amazónico". El nombre "Macuca" significa "Ríos de las Hamacas" en la lengua aborigen Quechua.
En este parque se pueden encontrar más de 34.500 especies de aves y mamíferos como es Titi cabeza y blanco, El guacamayo,
El tucan y la nutria animales que solo se encuentran allá son el leon rayado y el pez cuatro aletas.
Este parque es una reserva natural en Colombia. Constituido por el gobierno nacional a mediados de los años setenta con el fin de preservar la vida salvaje, fue proyectado para tener un fin educativo y de divulgación de la riqueza natural de la selva amazónica; para ello desde su creación fue dotado con un centro de visitantes. Este parque es destino obligado para los turistas de la amazonía colombiana y posee una red de senderos por las cuales se pueden realizar caminatas ecoturísticas.
El área es considerada de interés científico, ya que muchos especímenes zoológicos se han recogido en el parque.Calcula que existen unas 150 especies de mamíferos, entre los que se destacan el delfín rosado y algunas especies en vía de extinción como la tanda, el jaguar, el manatí y la nutria. Entre las muchas especies de primates se destaca el tití leoncito, el más pequeño del mundo. Amacayacu es también el hogar de unas 500 especies de aves y una enorme variedad de peces de agua dulce. Además, el parque también sirve para la conservación de la cultura del pueblo Ticuna, que habita actualmente en él.
El parque tiene algunas comodidades para los turistas, que consisten en alojamientos en la plataforma del centro de visitantes donde se puede dormir con un grupo de gente en hamacas o en camas.
En el parque los visitantes pueden hacer diversas actividades tales como viajes a lo largo del río Amazonas hacia diversas islas, como la isla de los Micos (en donde pueden encontrar centenares de monos), en la isla de Mocagua (se puede ver la Victoria Regia o flor de loto) y una de las actividades más interesantes: un viaje río arriba al lago Tarapoto, en donde se pueden ver los delfines rosados y grises de agua dulce. Además, de las interesantes artesanías de la región amazónica con que cuentan las diferentes comunidades indígenas. También en este parque en 2013 se salvaron más de 2.000 especies de aves y mamíferos y salvaron a una truibu indígena llamada Makaku la salvaron de unos grupos subversivos que agredieron a dicha tribu